# كيري مورتيمر
كيري مورتيمر (30 يوليو 1955 - ) (بالإنجليزية: Kerry Mortimer)‏ هي لاعبة كريكت أسترالية. شاركت مع منتخب أستراليا الوطني للكريكت.

## وصلات خارجية
- كيري مورتيمر على موقع إي آس بي آن كريك إنفو (الإنجليزية)